# داندروم، کاونتی داون
داندروم (به انگلیسی: Dundrum) یک روستا در بریتانیا است. داندروم ۱٬۰۶۵ نفر جمعیت دارد.